# Château Périgord II
Château Périgord II är ett höghus som ligger på 6 Lacets Saint-Léon i Monaco. Den är den sjätte högsta byggnaden tillsammans med tvillingbyggnaden Château Périgord I inom furstendömet med 93 meter och 30 våningar.
Byggnaden uppfördes 1973.